# منصة عالية الارتفاع

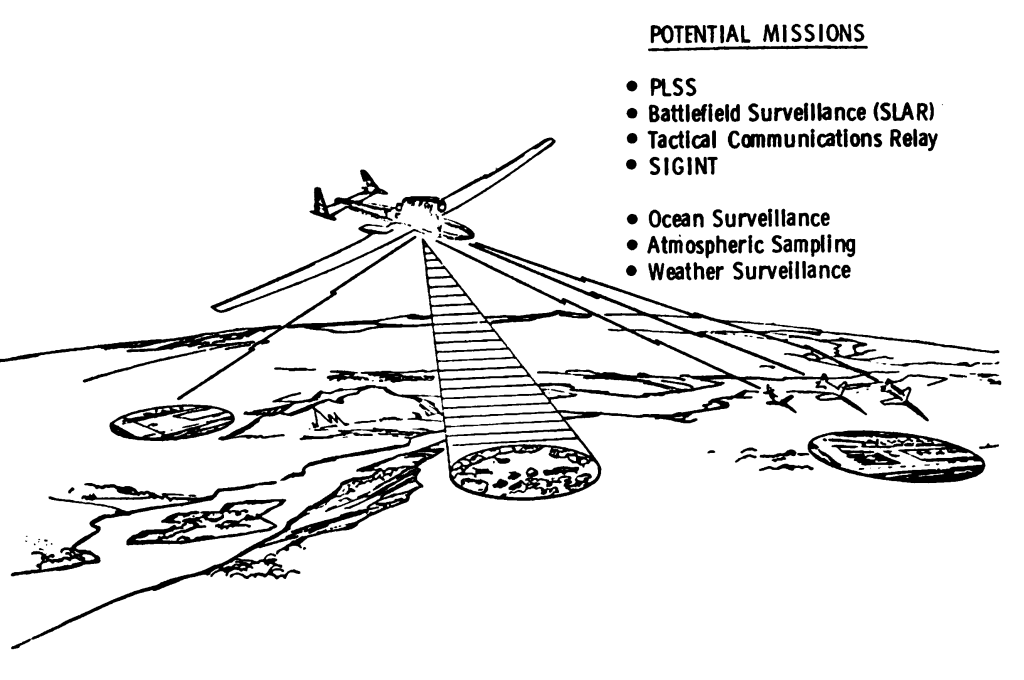
منصة عالية الإرتفاع تقوم بتوفير المراقبة الرادارية والإتصالات.

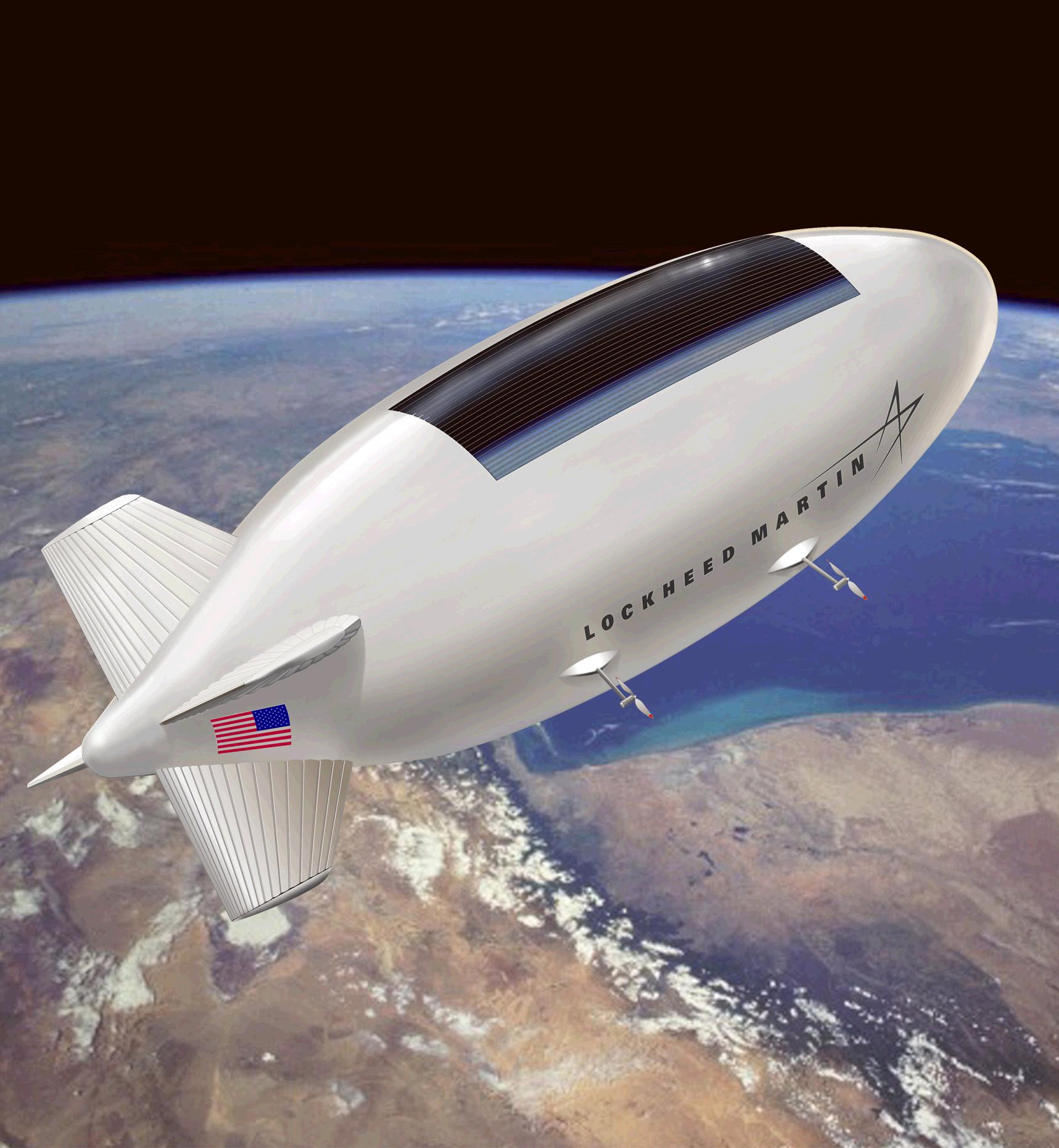

منصة عالية الارتفاع (بالإنجليزية: high-altitude platform station) أو شبه قمر صناعي (pseudo-satellite) أو القمر الصناعي الجوي، هي منصة شبه ثابتة أو متحركة توفر وسيلة لإيصال خدمات الإتصالات أو المراقبة إلى منطقة واسعة في حين بقاء المنصة آلاف الكيلومترات فوق سطح الأرض في الهواء لفترات طويلة من الزمن. تبقى هذه المنصة في الجو بفضل الرفع الجوي، إما رفع هوائي ديناميكي مثل الطائرات المسيرة، أو الطفو الهوائي مثل المناطيد أو البالونات.
وتختلف هذه المنصات عن بقية المنصات/الطائرات الأخرى، بمعنى أن أنها مُصممة خصيصًا لتعمل على علو شاهق (17-22 كم)، قادرة على البقاء هناك لساعات، حتى أيام، والجيل الجديد من محطات المنصات عالية الارتفاع سوف يحاول توسع هذه الفترة إلى عدة سنوات.
تستطيع المسيرات العسكرية عالية الارتفاع (High-altitude long endurance - HALE) التحليق فوق ارتفاع 18,000 متر لمدة 32 ساعة، بينما تُعتبر محطات الطاقة عالية الارتفاع المدنية محطات إذاعية على ارتفاع يتراوح بين 20 و50 كيلومترًا، لمدة أسابيع.
لقد جرت دراسة الطيران على ارتفاعات عالية وطويلة منذ عام 1983 على الأقل، وبرامج العرض التوضيحي منذ عام 1994. وقد تم اقتراح الهيدروجين والطاقة الشمسية كبدائل للمحركات التقليدية. وفوق النقل الجوي التجاري واضطرابات الرياح، على ارتفاعات عالية، يتم تقليل السحب وكذلك الرفع. يمكن استخدام محطات المنصات عالية الارتفاع لمراقبة الطقس، كمرحل لاسلكي، لعلوم المحيطات أو تصوير الأرض، لأمن الحدود، والدوريات البحرية وعمليات مكافحة القرصنة، والاستجابة للكوارث، أو المراقبة الزراعية.
غالبًا ما تُصوَّر المناطيد الستراتوسفيرية (الغلاف الزمهريري) كتقنية منافسة. ولكن، لم يُبنَ سوى عدد قليل من النماذج الأولية، ولا يعمل أي منها. ومن بين المناطيد تحديدًا، يُعدّ مشروع جوجل لون (Google Loon) أشهر مشروع عالي التحمل، حيث استخدم مناطيد عالية الارتفاع مملوءة بالهيليوم للوصول إلى طبقة الستراتوسفير. انتهى مشروع لون عام ٢٠٢١م.